# Pseudoscada iguazuensis
Pseudoscada iguazuensis är en fjärilsart som beskrevs av Köhler 1929. Pseudoscada iguazuensis ingår i släktet Pseudoscada och familjen praktfjärilar. Inga underarter finns listade.